# Duster (Gary Burton)
Duster in een studioalbum van Gary Burton met zijn toenmalige kwartet. Het album werd opgenomen van 18 tot en met 20 april 1967 in de geluidsstudio RCA te New York. Destijds werd in ingeschat als jazzrockalbum, pas veel later kreeg het het predicaat "Een van de eerste fusionplaten" ooit mee, de term fusion werd pas later in de muziek geïntroduceerd. Het album had het over een "Genre dat nog een naam moest krijgen", Burton: 'Het is geen rock; het is geen jazz'.
Het was het eerste album van onderstaand kwartet. Larry Coryell gaf later toe behoorlijk nerveus te zijn geweest tijdens de opnamen van dit album. Hij vond zichzelf nog niet goed genoeg, maar kon zich aan de andere muzikanten optrekken.
Een Duster is een kleine zandstorm.

## Musici
- Gary Burton – vibrafoon
- Larry Coryell – gitaar
- Steve Swallow – contrabas
- Roy Haynes – slagwerk

## Muziek
| Nr. | Titel                                    | opnamedag | Duur |
| --- | ---------------------------------------- | --------- | ---- |
| 1.  | Ballet (Mike Gibbs)                      | 18 april  | 4:55 |
| 2.  | Sweet rain (Mike Gibbs)                  | 18 april  | 4;23 |
| 3.  | Portsmouth figurations (Swallow)         | 19 april  | 2:56 |
| 4.  | General Mojo’s well laid plan (Swallow)  | 20 april  | 4:57 |
| 5.  | One, two, 1-2-3-4 (Coryell, Burton)      | 20 april  | 5:55 |
| 6.  | Sing me softly of the blues (Carla Bley) | 20 april  | 4:05 |
| 7.  | Liturgy (Mike Gibbs)                     | 19 april  | 3:24 |
| 8.  | Response (Burton)                        | 20 april  | 2:15 |